# 정상희 (국악인)
정상희(1979년 ~)는 대한민국의 국악인이다. 전북무형유산 판소리 (동초제)흥보가 이수자이며, 2018년 <임방울 국악제> 명창부 대통령상 수상, 2021년 <대한민국 남도민요 경창대회> 명창부 대통령상 수상을 했다.
1988년부터 김명신명창(1940~2023)에게 동초제 흥보가, 동초제 춘향가, 동초제 적벽가, 동초제 심청가, 미산제 수궁가를 사사.
1997년 부터 현재, 채수정명창(현.한국예술종합학교전통예술원교수)에게 동편제 박록주바디 흥보가, 숙영낭자전, 채정례본 진도씻김굿을 사사.
2022년 부터 현재, 이난초명창(현.국가무형유산 흥보가 예능보유자)에게 강산제 심청가를 사사.
2011년 정상희 첫번째 완창 발표회 <동초제 흥보가> 4시간 30분 완창을 시작으로 2016년 <동초제 춘향가> 8시간 완창, 2021년 전주완창무대 <동초제 흥보가> 4시간 30분 완창, 2024년 국립민속국악원 판 <동초제 흥보가>완창.
2012년 1집 앨범 [부르고 싶은 남도 신민요]로 데뷔.
2019년 국악방송 새음원시리즈 [정상희 판소리 다섯바탕 눈대목] 음원발매.
2022년 정상희 싱글앨범 [눈이오네],[새가운다] 음원발매 등 활발한 활동을 하고 있다.

## 방송
- 판소리 명창대첩 광대전 5 (2020)
- 풍류대장 - 힙한 소리꾼들의 전쟁 (2021) - Top51

## 음반
- 부르고 싶은 남도 신민요 (2012)
- 정상희 판소리 눈대목 (2019 국악방송 새음원 시리즈) (2019)
- 정상희 싱글앨범 (2021)

## 공연
- 정상희 첫번째 완창 <동초제 흥보가>  (2011)
- 뮤지컬 <부용지애>  (2011)
- 뮤지컬 <인당수 사랑가> (2006~2012)
- 뮤지컬 <무인 정기룡> (2015)
- 정상희 두번째 완창 <동초제 춘향가 -완판소리 고.고.고> (2016)
- 전주세계소리축제 <젊은판소리 춘향가>(2016)
- 전주세계소리축제 개막공연, 전주세계소리축제 판소리 다섯바탕 <사제동행 춘향가> (2019)
- 전주세계소리축제 개막공연, 판소리 다섯바탕 - 춘향가 (2021)
- 전주완창무대 동초제 흥보가 (2021)
- 전주세계소리축제 판소리 다섯바탕 <심청 패러독스> (2022)
- 운당시리즈 운당풍류 <정상희 동초제 흥보가> (2022)

## 경력
- 충북예술고등학교 강사
- 국립전통예술고등학교 강사
- 어린이 전래동요팀 ‘소리랑’ 지도
- 여성민요그룹 '아리수' 창립멤버
- 한국예술종합학교 전통예술원 외래교수

## 영화
- 곡녀 (2022) - 산이 역

## 수상
- 제23회 대한민국 남도민요경창대회 명창부 대통령상 (2021)
- 광주시 문화예술상 임방울국악상 특별상 (2019)
- 제26회 임방울국악제 판소리 명창부 대통령상 (2018)
- 제44회 전주대사습놀이 판소리명창부 차상 (2018)
- 제24회 임방울국악제 판소리 명창부 최우수상 (2016)
- 제22회 전국전통공연예술경연대회 명인부 판소리부문 대상 (2014)
- 대한민국 문화예술상 젊은예술인상 성악 판소리부문 (2010)
- 대한민국 여성전통국악콩쿨 종합대상 여성부장관상 (2003)
- 임방울국악대전 판소리 일반부 최우수상 (2000)
- 전국학생국악경연대회 종합대상 문화관광부장관상 (1999)